# Нувель Матмата
Нувель Матмата (араб. مطماطة الجديدة) — місто в Тунісі. Входить до складу вілаєту Габес. У 2004 році тут проживало 15 969 особи.. Станом на 2022 рік тут проживає 14 257 особи